# Lauzach
Lauzach (in bretone: Laozag) è un comune francese di 943 abitanti situato nel dipartimento del Morbihan nella regione della Bretagna.

## Società

### Evoluzione demografica
Abitanti censiti